# Condado de Stephens (Texas)
O Condado de Stephens é um dos 254 condados do estado americano do Texas. A sede do condado é Breckenridge, e sua maior cidade é Breckenridge.
O condado possui uma área de 2 387 km² (dos quais 70 km² estão cobertos por água), uma população de 9 674 habitantes, e uma densidade populacional de 4 hab/km² (segundo o censo nacional de 2000).
O condado foi fundado em 1858.